# Aleuroclava papillata
Aleuroclava papillata es un hemíptero de la familia Aleyrodidae, con una subfamilia: Aleyrodinae. Fue descrita científicamente en 2004 por Sundararaj & Dubey.